# Культурные исследования
Культурные исследования, культурологические исследования (англ. cultural studies) — направление в гуманитарных науках, которое возникло в 1960-е годы в Великобритании, и стало популярным в различных странах. Оно предполагает изучение культуры как стиля жизни, объединяющего материальную и духовную сферы. Чаще всего исследуются масс-медиа, искусство, убеждения и средства общения людей. В отличие от культурологии, предметом исследования которой является собственно культура, «культурные исследования» изучают культурные объекты, систему их отношений друг с другом и с окружающим миром, а также технологии производства, продвижения и потребления культурных продуктов.
Создателями этого направления были Ричард Хоггарт, Реймонд Уильямс и Стюарт Холл. В 1964 году был создан Центр исследований современной культуры Бирмингемского университета, который в 1968 году возглавил Стюарт Холл.
Создатели Центра исследований современной культуры стремились создать новый подход к изучению культуры и общества. Они исходили из теории итальянского марксиста Антонио Грамши о культурной гегемонии. Согласно этой теории, в капиталистическом обществе правящий класс для сохранения своих позиций использует не только экономическое принуждение, но и идеологию. Создатели Центра исследований современной культуры стремились не просто исследовать идеологию и культуру современного им британского общества, но и таким образом отстаивать права тех, чьи интересы не учитывает господствующая идеология (например, иммигрантов из бывших британских колоний). Большинство «культурных исследований» изучают отношения власти в культуре — отношения доминирования, подавления, подчинения и влияния. Постепенно они включали в себя гендерные исследования и начали использовать методы постструктурализма.
«Культурные исследования» придают большое значение изучению массовой культуры. Многие представители этого направления изучали телевидение, например Йен Анг, проанализировавшая различные зрительские позиции на примере телесериала «Даллас».